# Everything All the Time
Everything All the Time – debiutancki album zespołu Band of Horses, wydany 21 marca 2006 przez wytwórnię Sub Pop Records.

## Lista utworów
| 1  | The First Song                      | 3:43 |
| 2  | Wicked Gil                          | 2:57 |
| 3  | Our Swords                          | 2:26 |
| 4  | The Funeral                         | 5:22 |
| 5  | Part One                            | 2:36 |
| 6  | The Great Salt Lake                 | 4:45 |
| 7  | Weed Party                          | 3:09 |
| 8  | I Go to the Barn Because I Like the | 3:06 |
| 9  | Monsters                            | 5:21 |
| 10 | St. Augustine                       | 2:41 |